# Pre-Dorset
El Pre-Dorset es un término vagamente definido para una cultura o grupo de culturas paleoesquimales que existieron en el Ártico oriental canadiense entre el 4500 y el 2700 a. C., y que precedieron a la cultura Dorset.
Debido a su gran extensión geográfica y a la historia de la investigación, el Pre-Dorset es difícil de definir. El término fue acuñado por Collins (1956, 1957), quien reconoció que parecía haber gente que vivía en el Ártico oriental canadiense antes del Dorset, pero para cuya cultura era difícil dar las características definitorias. Por lo tanto, para Collins y otros posteriores, el término es una frase comodín para todas las ocupaciones del Ártico oriental canadiense anteriores a los Dorset. Sin embargo, para Taylor (1968) y Maxwell (1973), los Pre-Dorset eran una entidad cultural distinta, ancestral a los Dorset, y que vivía en el Bajo Ártico de Canadá con una serie de incursiones en el Alto Ártico.
En el yacimiento de Port Refuge, en el Archipiélago Ártico Canadiense en la isla Devon, McGhee (1979) distinguió dos conjuntos de ocupaciones, uno que atribuyó a la cultura Independencia I, y otro a la Pre-Dorset. Debido a la mala conservación del material orgánico y al hecho de que los huesos de los mamíferos marinos pueden parecer más antiguos con la datación por radiocarbono que su edad real —efecto del depósito marino—, suele ser difícil datar los yacimientos del Ártico. Pero el asentamiento de Independencia I está varios metros por encima del nivel del mar, y McGhee consideró que esto significaba que el asentamiento de Independencia I era aproximadamente 300 años más antiguo que el de Pre-Dorset en Port Refuge. De hecho, suponiendo que los asentamientos estén siempre cerca del agua, ya que el nivel del mar descendió a lo largo de los siglos, es por el motivo que se espera que los sitios más antiguos estén más arriba del nivel del mar. La mayoría de los rasgos que McGhee creía diferentes entre los asentamientos Pre-Dorset e Independencia I de Port Refuge son problemáticos y no pueden utilizarse sistemáticamente para distinguir su filiación cultural. Se ha sugerido que Pre-Dorset e Independencia I son partes de la misma cultura.

## Variantes regionales

### Ártico bajo central canadiense
El Bajo Ártico Oriental, es decir, las regiones árticas de la isla de Baffin o del sur, suelen considerarse la zona central del Pre-Dorset.

### Ártico alto canadiense
La mayoría de las ocupaciones anteriores a Dorset se conocen en el Ártico Bajo. Pero el complejo se conoce también en varias ocupaciones del Alto Ártico, concretamente al norte de la isla de Baffin, en la isla Devon y la isla de Ellesmere. Un yacimiento importante, el Port Refuge National Historic Site of Canada, en la isla Devon, alberga ocupaciones adscritas al Pre-Dorset y otras adscritas a Independencia I. En este yacimiento, las viviendas del Pre-Dorset están agrupadas y no muestran ningún rasgo de paso medio, mientras que las viviendas de Independencia I están dispuestas linealmente con rasgos de paso medio.

### Groenlandia
El Pre-Dorset está generalmente restringido al Bajo Ártico, y dado que las incursiones en el Alto Ártico son raras, las incursiones en Groenlandia desde el Alto Ártico son todavía más raras. Grønnow y Jensen (2003, pp.42-43) atribuyen un pequeño yacimiento en Groenlandia en el Pre-Dorset, el único hasta la fecha. Se trata de una vivienda a medio camino en Solbakken, en la Tierra de Hall, justo al otro lado del estrecho de Nares, que separa Canadá de Groenlandia. Esta ocupación fue identificada como Pre-Dorset sobre la base de la técnica de reafilado de los buriles, así como de otras características líticas. Hay una ocupación Independencia I en el mismo lugar que los autores consideran más antigua que la Pre-Dorset por motivos de altitud (21 frente a 19 m). Parece probable que las prospecciones o el nuevo análisis del material excavado revelen más ocupaciones groenlandesas Pre-Dorset.

## Genética
Un estudio genético publicado en Science en agosto de 2014 examinó los restos de un individuo pre-Dorset enterrado en Rocky Point, Canadá, entre c. 2140 a. C. y 1800 a. C. La muestra de Genoma mitocondrial extraída pertenecía al Haplogrupo D (ADNmt). Se descubrió que el individuo examinado estaba estrechamente relacionado con los pueblos de la cultura Saqqaq y la cultura Dorset. Los antepasados de los Saqqaq, Pre-Dorset y Dorset probablemente emigraron de Siberia a Norteamérica en una única migración alrededor del 4000 a. C.